# ماكس سفينسون (لاعب كرة قدم)
ماكس سفينسون (بالإسبانية: Max Svensson)‏ هو لاعب كرة قدم سويدي وإسباني، ولد في 7 نوفمبر 2001 في برشلونة في إسبانيا.

## وصلات خارجية
- ماكس سفينسون على موقع قاعدة بيانات كرة القدم.إي يو (الإنجليزية)
- ماكس سفينسون على موقع Soccerway.com (الإنجليزية)